# Results May Vary
| 전문가 평가                   | 전문가 평가 |
| 총 점수                       | 총 점수     |
| 출처                          | 점수        |
| ----------------------------- | ----------- |
| 메타크리틱                    | 33/100      |
| 평가 점수                     |             |
| 출처                          | 점수        |
| AllMusic                      | [ 2 ]       |
| Alternative Press             | [ 3 ]       |
| Entertainment Weekly          | C−          |
| The Guardian                  | [ 5 ]       |
| Martin C. Strong              | 4/10        |
| NME                           | 4/10        |
| The Observer                  | [ 8 ]       |
| Q                             | [ 9 ]       |
| Rolling Stone                 | [ 10 ]      |
| The Rolling Stone Album Guide | [ 11 ]      |

《Results May Vary》는 미국의 누 메탈 밴드 림프 비즈킷의 네 번째 스튜디오 음반으로, 2003년 9월 23일, 플립 레코드와 인터스코프 레코드를 통해 발매되었다. 이 음반은 2001년 기타리스트 웨스 볼랜드가 일시적으로 탈퇴한 이후, 보컬리스트 프레드 더스트가 단독으로 이끈 유일한 림프 비즈킷 음반이다. 스놋의 기타리스트 마이크 스미스가 볼런드를 대체하기 위해 영입되었으나 그의 활동은 짧았으며, 결국 더스트와 여러 게스트들이 음반의 대부분 기타 연주를 맡았다.
이 음반은 이전까지 림프 비즈킷이 구축해 온 사운드와는 차별화된 모습을 보였다. 힙합과 누 메탈의 요소는 여전히 포함되어 있었으나, 얼터너티브 록, 어쿠스틱, 펑크, 재즈 등 다양한 음악적 스타일로 확장되었다. 랩은 줄어들었고, 실연, 괴롭힘, 자기 연민 등 내면적인 주제를 다룬 가사가 두드러졌다. 더스트가 브리트니 스피어스의 2003년 음반 《In the Zone》 작업 중 그녀와의 협업 과정에서 스피어스와 불륜 관계에 있었다고 주장되었으나 스피어스는 이를 부인하였고, 그 거절 경험이 음반의 일부 곡에 영감을 주었다는 설도 있다. 음반 홍보를 위해 고프로필 배우들이 출연한 뮤직 비디오가 제작되었으며, 〈Eat You Alive〉에는 소라 버치와 빌 팩스턴이, 더 후의 곡을 커버한 〈Behind Blue Eyes〉에는 할리 베리가 출연하였다.
《Results May Vary》는 발매 직후 미국 빌보드 200 차트에서 최고 3위를 기록했으며, 첫 주에 최소 32만 5천 장의 판매고를 올렸다. 음반은 이후 플래티넘 인증을 받았지만, 첫 주 판매량과 누적 판매량 모두 이전의 《Significant Other》 (1999년)와 《Chocolate Starfish and the Hot Dog Flavored Water》 (2000년)에 비해 크게 낮았다. 《Results May Vary》는 미국 내에서 최소 130만 장 이상이 판매되었으며, 비평적으로는 대체로 부정적인 평가를 받았다. 또한 이 음반은 림프 비즈킷이 2006년부터 2009년까지 3년간 활동을 중단하기 전 마지막으로 발표한 스튜디오 음반이다.

## 배경 및 녹음
2001년 10월, 프레드 더스트는 밴드의 웹사이트에 다음과 같이 게시했다. "림프 비즈킷과 웨스 볼랜드는 원만히 결별하기로 결정했습니다. 림프 비즈킷과 볼랜드는 각자의 음악 경력을 계속 이어갈 것이며, 서로의 앞날에 행운이 함께하길 바랍니다." 볼랜드는 림프 비즈킷을 떠난 이유에 대해 이렇게 말했다. "아마 계속해서 림프 비즈킷의 기타리스트 역할을 할 수도 있었겠지만, 음악적으로는 좀 지루했어요. 만약 계속했다면, 그건 진정한 음악이 아니라 돈 때문이었을 거예요. 그리고 저는 제 자신에게나 그들에게, 림프 비즈킷의 팬들에게 거짓말을 하고 싶지 않았어요."
더스트에 따르면, 림프 비즈킷은  볼랜드를 대체하기 위해 "인류 역사상 가장 끝내주는 기타리스트를 찾기 위해 전 세계를 샅샅이 뒤질 것"이었다. 밴드는 새 기타리스트를 찾기 위해 전국 단위의 오디션 프로그램 〈Put Your Guitar Where Your Mouth Is〉를 열었고, 이후 스놋의 기타리스트 마이크 스미스와 함께 녹음을 진행했다. 더스트는 "마이크는 신선한 바람을 불어넣어줬다"며, "창의적인 면에서 찰떡궁합이었다. 삶이 훨씬 쉬워졌고 긍정적이게 되었으며, 밴드로서 함께하는 시간이 훨씬 기대되게 만들었다. 그가 내게 준 긍정적인 영향은 림프 비즈킷이라는 전체 경험을 완전히 새로운 존재처럼 느끼게 만들었다."고 밝혔다. 스미스가 볼랜드를 대체하기 전, 더스트는 기타 트랙의 상당 부분을 직접 작곡하고 연주하려 했으나, 결국 세션 뮤지션 엘비스 바스켓트를 고용해 음반의 대부분을 함께 작곡하고 녹음했다. MTV의 존 위더혼은 다음과 같이 보도했다. "림프 비즈킷은 전국적으로 주목받은 기타리스트 오디션 투어 이후 최종 후보 네 명과 합주했지만, 지금으로선 프레드 더스트가 퍼들 오브 머드의 친구 웨스 스캔틀린처럼 보컬과 기타를 모두 맡으려는 것처럼 보인다."
이후 스미스와의 불화가 발생한 뒤, 프레드 더스트는 한 팬사이트에 다음과 같은 글을 남겼다. "우리는 가족과 본능에 충실한 사람들이며, 언제든지 직관에 따라 행동하는 사람들입니다. 마이크는 우리가 찾던 사람이 아니었습니다. 함께 연주하는 건 즐거웠지만, 마음 한켠에서는 늘 그가 정신적으로 우리가 원하는 위치에 도달하지 못했다는 걸 알고 있었어요." 림프 비즈킷은 스미스와 함께한 녹음 세션의 상당수를 폐기했고, 이후 새 음반을 다시 녹음했지만 그 음반 또한 폐기되었다.
《Results May Vary》의 트랙리스트가 확정되기 전, 헬멧의 페이지 해밀턴과 위저의 리버스 쿼모가 림프 비즈킷과 함께 음반 작업을 위해 곡을 녹음했으며, 미니스트리의 알 저겐슨 또한 스튜디오에서 밴드와 합류했다. 그러나 이 세 명의 기여분은 모두 알 수 없는 이유로 최종 음반에서 제외되었다. 제이Z와 버바 스팍스도 각각 로스앤젤레스의 스튜디오에서 더스트와 함께 여러 곡을 녹음했지만, 이들 역시 음반에는 수록되지 않았다. 더스트는 림프 비즈킷의 드러머 존 오토, 베이시스트 샘 리버스와 함께 30곡이 넘는 곡을 작곡했다. 《Results May Vary》의 제작 과정에서 더스트는 창작의 영감을 얻기 위해 더 큐어, 팻시 클라인, 매지 스타, 그리고 클래식 음악 등을 들었다고 밝혔다.

## 곡 목록
| #   | 제목                                                         | 작사·작곡                           | 재생 시간 |
| --- | ------------------------------------------------------------ | ----------------------------------- | --------- |
| 1.  | 〈Re-Entry〉                                                 | 프레드 더스트, 샘 리버스, 존 오토   | 2:37      |
| 2.  | 〈Eat You Alive〉                                            | 더스트, 리버스, 오토, 마이크 스미스 | 3:57      |
| 3.  | 〈Gimme the Mic〉                                            | 더스트, 리버스, 오토, 스미스        | 3:05      |
| 4.  | 〈Underneath the Gun〉                                       | 더스트, 리버스, 오토, 스미스        | 5:42      |
| 5.  | 〈Down Another Day〉                                         | 더스트, 리버스, 오토                | 4:06      |
| 6.  | 〈Almost Over〉                                              | 더스트, 리버스, 오토, 스미스        | 4:38      |
| 7.  | 〈Build a Bridge〉                                           | 더스트, 리버스, 오토                | 3:56      |
| 8.  | 〈Red Light-Green Light〉 (Feat. 스눕 독) - 〈Take It Home〉 | 더스트, 스눕 독, DJ 리설            | 5:36      |
| 9.  | 〈The Only One〉                                             | 더스트, 리버스, 오토, 스미스        | 4:08      |
| 10. | 〈Let Me Down〉                                              | 더스트, 리버스, 오토                | 4:16      |
| 11. | 〈Lonely World〉                                             | 더스트, 리버스, 오토, 스미스        | 4:33      |
| 12. | 〈Phenomenon〉                                               | 더스트, 리버스, 오토, 리설          | 3:59      |
| 13. | 〈Creamer (Radio Is Dead)〉                                  | 더스트, 리버스, 오토                | 4:30      |
| 14. | 〈Head for the Barricade〉                                   | 더스트, 리버스, 오토, 스미스        | 3:34      |
| 15. | 〈Behind Blue Eyes〉 (더 후 커버) - 〈All That Easy〉        | 피트 타운젠드                       | 6:05      |
| 16. | 〈Drown〉                                                    | 더스트, 리버스                      | 3:51      |

## 인증
| 국가                                                  | 인증     | 판매량/출하량          |
| ----------------------------------------------------- | -------- | ---------------------- |
| 오스트레일리아 (ARIA)                                 | 플래티넘 | 70,000^                |
| 오스트리아 (IFPI 오스트리아)                          | 골드     | 15,000*                |
| 독일 (BVMI)                                           | 골드     | 100,000^               |
| 일본 (RIAJ)                                           | 골드     | 100,000^               |
| 뉴질랜드 (RMNZ)                                       | 골드     | 7,500^                 |
| 러시아 (NFPF)                                         | 골드     | 10,000*                |
| 스위스 (IFPI 스위스)                                  | 골드     | 20,000^                |
| 영국 (BPI)                                            | 골드     | 100,000^               |
| 미국 (RIAA)                                           | 플래티넘 | 1,000,000^ / 1,337,356 |
| *판매량을 기반으로 한 인증 ^출하량을 기반으로 한 인증 |          |                        |